# Волшебный фонарь

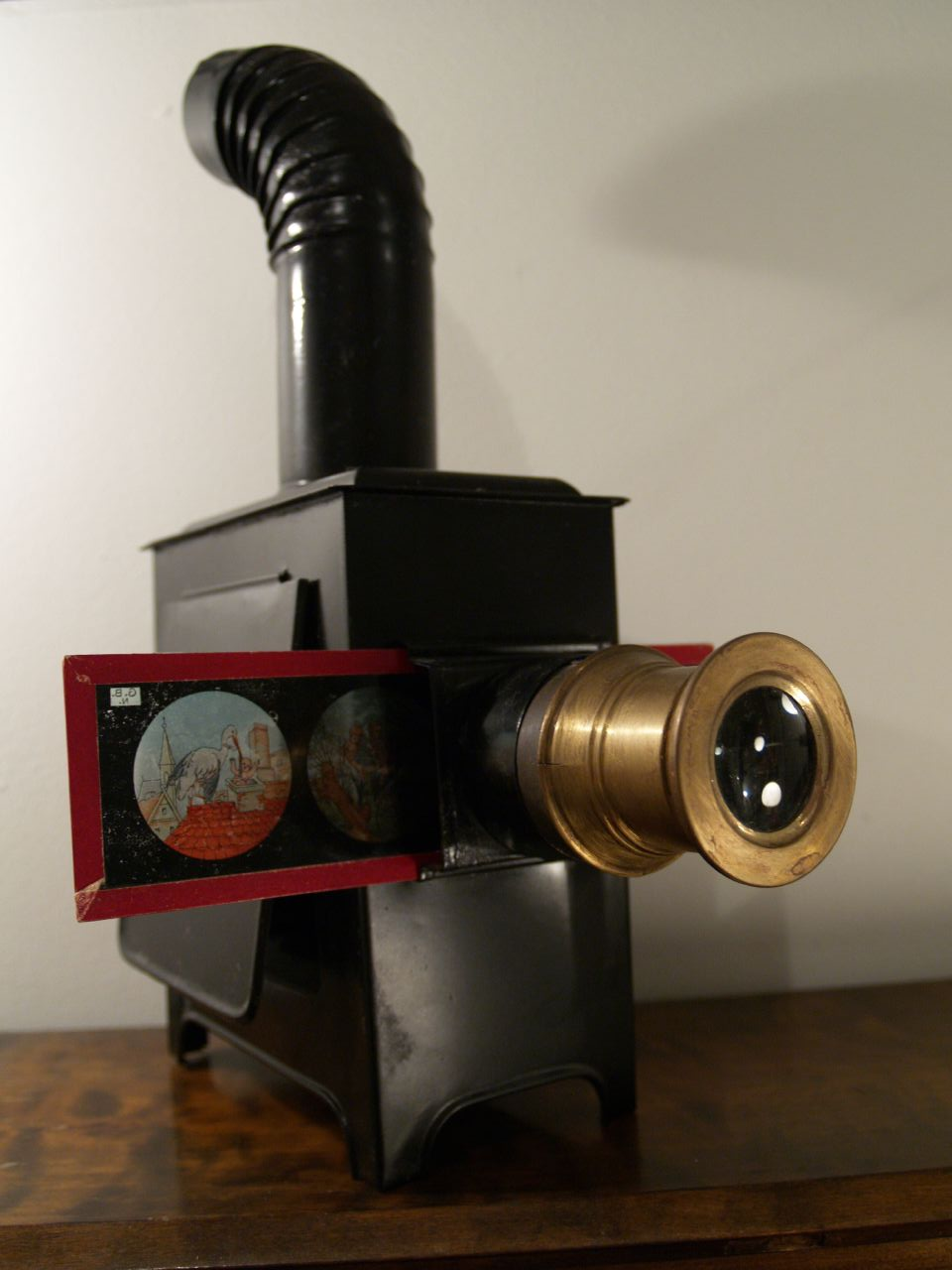
«Волшебный фонарь»

«Волше́бный фона́рь» (лат. Laterna magica; магический фонарь, фантаскоп, skioptikon, lampascope, туманные картины и так далее) — проектор, распространённый в XVII—XX веках; в XIX веке — в повсеместном обиходе. Является значимым этапом в истории развития кинематографа.

## Конструкция

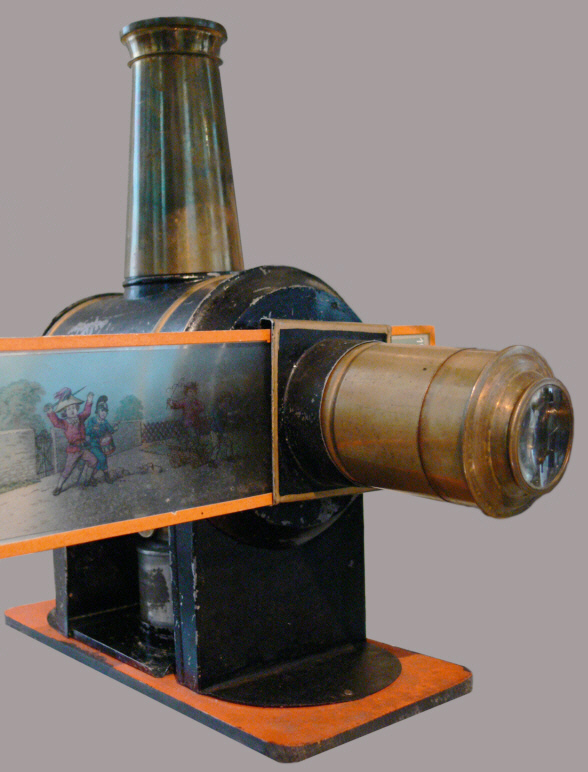
волшебный фонарь в музее

Волшебный фонарь представляет собой проекционный аппарат и состоит из деревянного или металлического корпуса с отверстием для объектива. Кроме того, в корпусе размещён источник света: в XVII веке — свеча или лампада, позднее — электрическая лампа. Изображения, нанесённые на пластины из стекла в металлическом, деревянном или картонном обрамлении, проецируются через оптическую систему и отверстие в лицевой части аппарата. Источник света может быть усилен с помощью рефлектора (а позднее — и с помощью линзы). Часто снабжён кожухом для обеспечения циркуляции воздуха. Фонари, использующие в качестве источника света масляную лампу, снабжались дымоходом. Оптический принцип ранних волшебных фонарей идентичен принципу камеры-обскура, позднее в них стали применять линзы и объективы, по мере изобретения последних. Таким образом, волшебный фонарь является прототипом большинства современных проекционных оптических устройств — диапроектора, эпидиаскопа, фотоувеличителя, кинопроектора и тому подобных.

## История

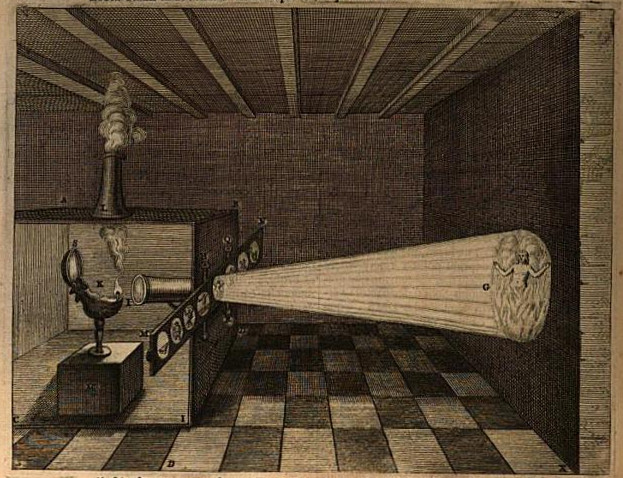
волшебный фонарь Кирхера, 1671 год

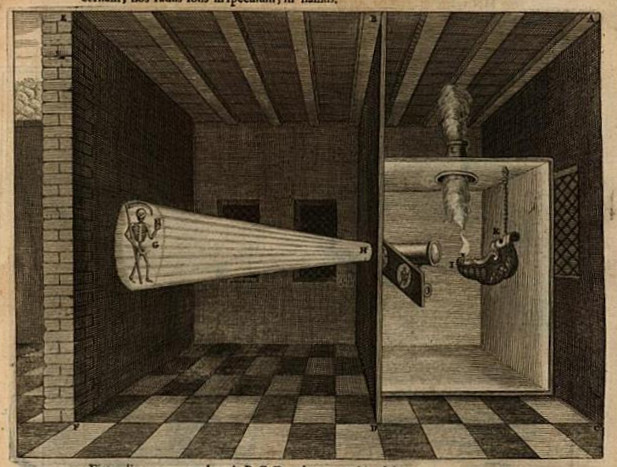
волшебный фонарь Кирхера 1671 год

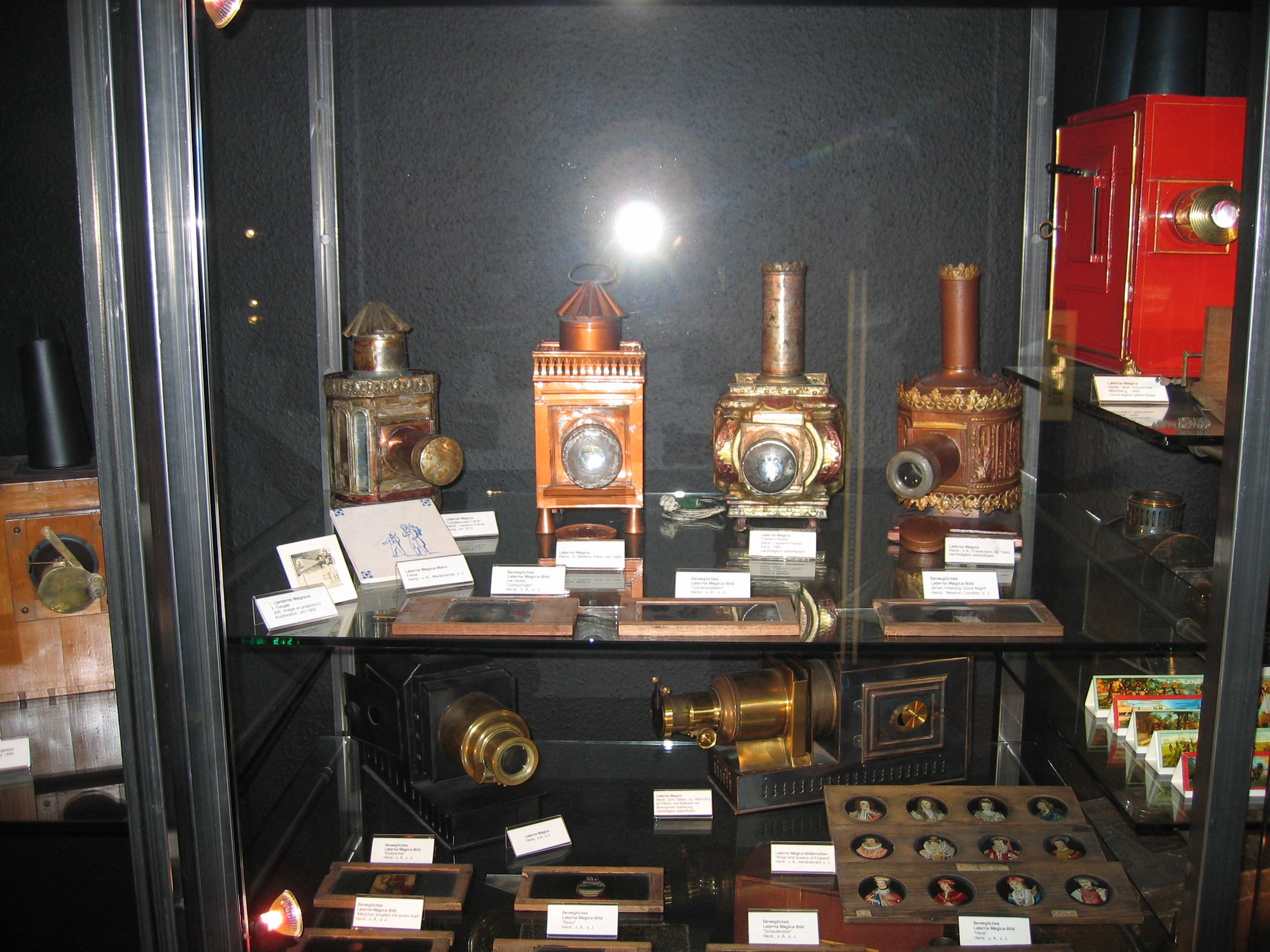
волшебные фонари в музее

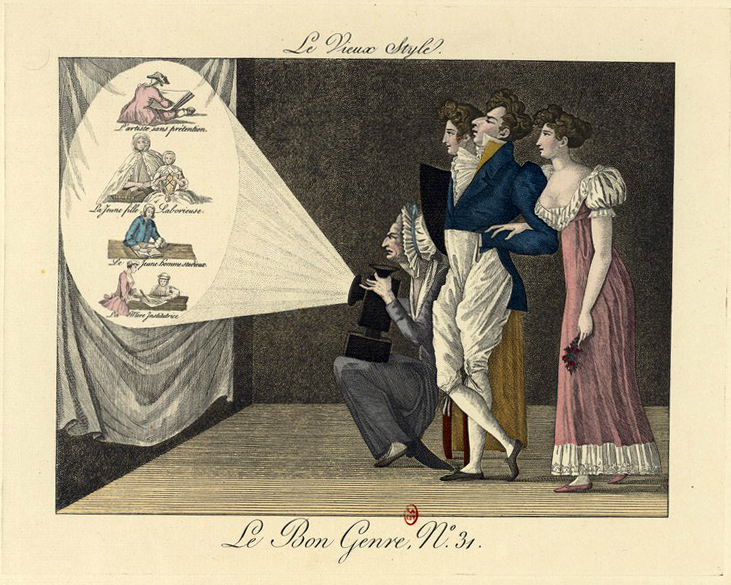
волшебный фонарь 1801 год

Изобретение «волшебного фонаря» принадлежит, вероятно, голландскому учёному Христиану Гюйгенсу; датский математик Thomas Walgensten впервые ввёл в обиход термин Laterna magica и стал главным популяризатором аппарата, путешествуя с показами по городам Европы.
Изначально волшебный фонарь служил для развлечения принцев и дворян, однако вскоре он стал очень популярен среди простого населения.
Слишком большая популярность волшебного фонаря сделала его посмешищем в глазах многих людей. Теперь его показывают на улицах и развлекают им детей и народ.
В раннем периоде использования фонаря устроители представлений скрывали фонарь от глаз зрителей. Образы проецировались на клубы дыма, стены или экраны и имели небольшой формат, из-за слабых источников света. Часто демонстраторы использовали так называемые «оптические ящики» на колёсах. Их стены были сделаны из прозрачной материи, на которой и показывали картинки.
Скрывая фонарь и проецируя образы на клубы дыма, демонстраторы добивались эффекта присутствия в затемнённом зале светящихся фантасмагорий (от греч. φάντασμα — призрак и ἀγορεύω — публично выступаю,), что вызывало приступ страха у тогдашних зрителей и дало аппарату имя «фонарь ужаса». Этому способствовало использование волшебных фонарей иезуитами в религиозных целях, показывая верующим ужасы преисподней.
Ришле «Философский словарь» (1719 год):

Маленькая машина, которая показывает в темноте на белой стене различные призраки и страшные чудовища; таким образом, тот, кто не знает секрета, думает, что это делается с помощью магического искусства.

В конце XVIII века фонарь стал использоваться в более научных целях.
В 1779 году Жан-Поль Марат в своих выступлениях использовал «солнечный микроскоп» — вариант волшебного фонаря, который позволял проецировать предметы в цвете и движении.
В 1838 году большой популярностью в Англии пользовалось представление оптика Солея, тестя Дюбоска и иезуитского аббата Муаньо, которое состояло в проецировании изображений, объясняющих основные оптические явления. Представление проводилось с одобрения Доминика Франсуа Араго и Жан-Батиста Дюма.
В 1848 году, в Англии, Клерк с помощью волшебного фонаря иллюстрировал свой курс лекций в Политехническом институте.
В 1864 году некоторые курсы в Сорбонне сопровождались проекциями.
Наибольшим успехом волшебный фонарь пользовался в Англии, где во второй половине XIX века действовали залы, где с использованием спецэффектов проводили демонстрацию образа из множества объективов на облака дыма, произведённого с помощью машин (отсюда: «туманные картины», «дым-машины»).

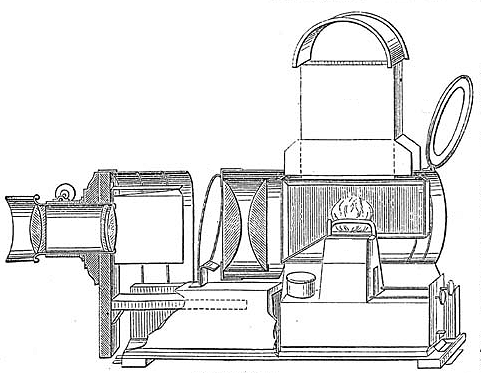
«Волшебный фонарь» в разрезе

Изобретение и развитие фотографии способствовало появлению и массовому производству пластин с фотографическими изображениями, частично вытеснив таким образом рисованые сюжеты. С появлением кинематографа волшебный фонарь утратил своё значение, положив начало всей проекционной технике. Волшебные фонари сохранялись лишь в мюзик-холлах как аттракционы омбраманов или теневиков. Известный в Европе теневик и фокусник Трюи был личным другом Антуана Люмьера. Диапроектор наиболее близок по принципу работы и по конструктивному решению к волшебному фонарю.

## Этьен Гаспар Робертсон и «фантаскоп»
Этьен Гаспар Робертсон  (фр. Etienne Gaspard Robertson; 1763, Льеж — 1837, Париж — бельгийский физик, фокусник, один из известнейших демонстраторов фантасмагорий, впервые использовавший особую подвижную конструкцию проектора — «фантаскоп» (phantascope), в котором размещались приспособления, позволяющие создавать примитивную анимацию изображения. Волшебный фонарь был поставлен на колеса и мог бесшумно передвигаться по рельсам.
Изначально Робертсон демонстрировал свои фантасмагории на улице Прованс, потом около площади Вандом в старом монастыре.
Зрители поднимались в часовню, служившую зрительным залом, по таинственным коридорам и монастырским развалинам. Дверь, покрытая иероглифами, вела в мрачное помещение, обитое чёрным. Помещение слабо освещалось надгробной лампадой.
Робертсон с помощью волшебного фонаря имитировал вызывание призраков, показывал политические пьесы. Подсвечивая рисованные муляжи, размещенные на полупрозрачных экранах по периметру разрушенной монастырской часовни, он демонстрировал фигуры призраков и скелетов, передвигал фонари на маленьких тележках, регулировал потоки света с помощью специальных жалюзи, использовал звуковые эффекты, задымление, имитирующее туман, добиваясь сильного впечатления у своих зрителей.
Газета «Эспри де Луа» о представлениях Робертсона:

Робертсон выливает на горящую жаровню два стакана крови, бутылку серной кислоты, двенадцать капель азотной кислоты и туда же швыряет два экземпляра «Журналь дез ом либр». Тут же мало-помалу начинает вырисовываться маленький мертвенно-бледный призрак в красном колпаке, вооружённый кинжалом. Это призрак Марата; он ужасающе гримасничает и исчезает.

Со своими представлениями Робертсон побывал в Санкт-Петербурге.

## Фенакистископ и волшебный фонарь
Версии волшебного фонаря использовались для создания прозрачных вариаций фенакистископа. Они были оснащены механизмом, вращающим диск, и системой затвора. Дубоск произвел некоторые из них в 1850-х годах, а Томас Росс запатентовал версию под названием «Колесо жизни» в 1869 и 1870 годахref>Herbert, Stephen. Projection Phenakistoscope 1. www.stephenherbert.co.uk. Дата обращения: 19 июля 2016.</ref>.
Хореотоскоп изобретён английским врачом Лайонелом Смитом Билом в 1866 году и продемонстрирован в Королевском политехническом институте. Он проецировал шесть изображений с длинного слайда и использовал механизм с ручным управлением для прерывистого движения слайда и синхронизированного действия затвора. Этот механизм стал ключом к созданию кинокамеры и проектора. Хореотоскоп использовался на первой профессиональной публичной демонстрации кинетоскопа для объяснения его принципов:86.

## Демонстрации и тематика
Демонстрации обычно проводились на ярмарках, выставках, в театрах варьете, также могли проводиться в церквях. Сеанс длился до 2 часов и часто сопровождался музыкой, рассказами и чтением. Массовое производство пластин с изображениями привело к стандартизации последних. К пластинам прилагались тексты, тематика была самой разнообразной: развлекательной, политической, социальной, превратив тем самым волшебный фонарь в средство массовой информации.
Репертуар волшебных фонарей накануне изобретения кинематографа был сложен и разнообразен. Наряду с многочисленными общеобразовательными сериями, предметными уроками, историческими картинами показывали шуточные представления, в большинстве своем навеянные сказками или «Нарсери Раймз» (детскими стишками).
В Англии для волшебного фонаря были адаптированы «Робинзон Крузо», все произведения Шекспира, все произведения Вальтера Скотта.
В Америке выпускались иллюстрации к религиозным гимнам, которые проецировались на стенах церквей.
Сеансы волшебного фонаря сопровождались, как правило, пением и музыкой или комментировались лектором либо рассказчиком.
Текст фокусника Альбера к постановке «Собака, прыгающая через обруч»:

Чтобы полностью удовлетворить вас, мы пошли на любые затраты, и нам удалось пригласить самого знаменитого клоуна из Зимнего цирка с его ученой собакой Мюнито-вторым. Эта необыкновенная собака прыгает через обтянутый бумагой обруч, который держит её хозяин. Вперед, господин Мюнито-второй, прыгайте. (Здесь надлежит нажать кнопку для показа диапозитива с прыжком собаки.)
Она прыгнула. Замечательно, скажете вы, но что тут особенного? Правильно… Однако обратите внимание — собака с таким же успехом прыгает задом наперед и при таком прыжке восстанавливает в обруче разорванную бумагу. Раз, два, три! Смотрите, она колеблется! Черт возьми! Ей нелегко это дается. Прыгай же! Три! (Здесь кнопка нажимается для показа диапозитива в обратном направлении.) Прыжок состоялся, обруч вновь затянут бумагой.

## Изображения
Размещались на стеклянной основе, ручным или печатным образом. Поздние фотографические изображения были колорированы. Среди последних в XIX в. был распространён жанр Life Model Slides — отснятые в студиях с участием актёров иллюстрированные рассказы на определённую тематику.
Форматы пластин варьировались в зависимости от области применения.

## Интересные факты
- В конце XVIII века Флориан написал басню «Обезьяна, которая показывает волшебный фонарь»[2].
- В 1817 году в Санкт-Петербурге выходил журнал «Волшебный фонарь» или «Зрелище санкт-петербургских расхожих продавцов, мастеров и других простонародных промышленников, изображённых верной кистью в настоящем их наряде и представленных разговаривающими друг с другом, соответственно каждому лицу и званию». Журнал издавался в Санкт-Петербурге П. Петровым in 4° и переводился на три языка[6].
- С июля 1878 года издавался ежемесячный журнал «Волшебный Фонарь» «по всем отраслям общеполезных знаний, предназначаемый также и для публичных чтений в общественных аудиториях, учебных заведениях и частных домах с приспособлением туманных картин, наглядных опытов и демонстраций для всех возрастов и сословий». — СПб.: Издатель М. П. Смирнов. При издании работал отдел: «Детский волшебный фонарь»[6].
- В рассказе О. Генри «Вождь краснокожих» (1910) Билл произносит: «Мы играем в индейцев. Цирк по сравнению с нами — просто виды Палестины в волшебном фонаре».

## В кинематографе
- В короткометражке Чарли Чаплина «Лучший жилец» волшебный фонарь используется для демонстрации компромата — фотографий того, как герой Чаплина флиртует с женой хозяина меблированных комнат, где он снимает жильё.
- Волшебный фонарь в действии замечен в киноленте Ингмара Бергмана «Фанни и Александр».

Из сценария к фильму «Фанни и Александр»:
Александр отчётливо различает Латерну Магику — волшебный фонарь. Лакированный металл чётко вырисовывается на фоне белого комода, блестит латунь объектива. Он кладёт руки на удивительный аппарат, высокий и узкий, оканчивающийся небольшой трубой. Александр открывает крышку ящика под трубой, вынимает керосиновую лампу, поднимает стекло и зажигает спичку. Фитиль загорелся сильным ярким пламенем, Александр устанавливает на место стекло, прикручивает фитиль, задвигает лампу в ящик и закрывает крышку — по комнате сразу же разливается приятный запах керосина и нагретой жести. Он поворачивает аппарат так, чтобы объектив смотрел на светлые обои над его кроватью. Вот он, волшебный круг, Александр крутит винтик на оправе, контур круга сразу же становится чётким и резким. Рядом с волшебным фонарём стоит деревянный ящик, накрытый синей материей. На крышке изображена семья, которая смотрит картины Латерны Магики. На людях старинные одежды, у мужчин волосы заплетены в косичку, перевязанную бантом…
Александр поднял крышку. В ящике стеклянные картинки, их много, не меньше двадцати. Он осторожно выуживает одну и вставляет её в держатель, укреплённый за объективом. На стене над кроватью Александра тут же возникает комната с колоннами и высокими окнами, через которые падает резкий лунный свет, высвечивающий белую постель. На постели в изящной позе лежит молодая женщина…

Стеклянная картинка состоит из двух пластин, соединённых таким образом, что они могут двигаться независимо друг от друга. Александр одной рукой крепко держит изображение спящей девушки, а другой медленно выдвигает заднюю пластинку. И происходит чудо! В лунных лучах парит прозрачная фигура в белом одеянии до пят, бледное лицо светится неземной красотой, в руке — звёздно-мерцающий жезл.